# أطريرة
أطريرة (بالإسبانية: Utrera؛ نقحرة: أوتررا)‏ هي مدينة إسبانية تقع في مقاطعة إشبيلية. عاصمتها Utrera ‏، تبلغ مساحتها 684.26 كيلومتر مربع، رمزها البريدي هو 41710.

## الموقع
تشترك في الحدود مع:
- قلعة جابر
  - Las Cabezas de San Juan [الإنجليزية]‏
  - La Puebla del Río [الإنجليزية]‏
  - دوس إيرماناس
  - فيلامارتن
  - El Coronil [الإنجليزية]‏
  - Los Molares [الإنجليزية]‏
  - الرحل (إشبيلية)
  - لوس بالاسيوس ذ فيلافرانكا
  - إيسبيرا.

## أعلام
- خوان مونيوز
- خوسيه أنتونيو رييس
- خوسيه مارتشينا رويز دي كيويتو
- رودريغو كارو
- مويسيس ديلغادو
- خوان بيلمونت
- مانويل كورال